# La super raccolta di storie d'avventura
La super raccolta di storie d'avventura è una antologia curata da Michael Chabon (Washington, 24 maggio 1963) che raccoglie 20 storie di avventura scritti da autori vari.
Questo libro-antologia è stato pubblicato dalla Arnoldo Mondadori Editore e fa parte della collana Strade Blu.

## Origine del libro
Questa antologia ha origine per mano di Michael Chabon, il curatore del libro, che cercò un modo per restituire al racconto breve la sua classicità. Per questo raduno alcuni degli autori più prestigiosi in questo campo e li sfidò a misurarsi in questa competizione, al fine di ridare alla letteratura la sua dimensione più emozionante.

## Contenuti
Il libro contiene 20 storie di avventura scritte dai maggiori autori in questa specialità.
- Tedford e il Megalodon di Jim Shepard
- Le lacrime di Squonk e quel che successe dopo di Glen David Gold
- Le api di Dan Chaon
- Pelle di gatto di Kelly Link
- Come Carlos Webster cambiò il proprio nome in Carl e divenne un famoso sceriffo dell Oklahoma di Elmore Leonard
- Il generale di Carol Emshwiller
- L'orario di chiusura di Neil Gaiman
- Altrimenti è il pandemonio di Nick Hornby
- La storia di Gray Dick di Stephen King
- Il sangue non viene via mai di Michael Crichton
- Tessendo il buio di Laurie King
- Il secchio di Chuck di Chris Offutt
- Su per la montagna, in lenta discesa di Dave Eggers
- Il caso del canarino nazista di Michael Moorcock
- Il caso dei contenitori di sale e pepe di Aimee Bender
- La danza fantasma di Sherman Alexie
- Acqua passata di Harlan Ellison
- Tomba privata numero nove di Karen Joy Fowler
- Le memorie di Albertine di Rick Moody
- L'agente marziano, una storia d'amore planetaria di Michael Chabon